# Tirmitine
Tirmitine är en ort i Algeriet.   Den ligger i provinsen Tizi Ouzou, i den norra delen av landet, 80 km öster om huvudstaden Alger. Tirmitine ligger 532 meter över havet och antalet invånare är 26 261.
Terrängen runt Tirmitine är huvudsakligen kuperad. Tirmitine ligger uppe på en höjd.Runt Tirmitine är det tätbefolkat, med 383 invånare per kvadratkilometer. Närmaste större samhälle är Tizi Ouzou, 8,6 km nordost om Tirmitine. 